# Пригородная (станция)
Пригородная (фин. Tienhaara) — железнодорожная станция Октябрьской железной дороги на 136,2 км перегона Выборг — Лужайка направления Санкт-Петербург — Хельсинки. Территориально расположена в Калининском микрорайоне города Выборг Ленинградской области.
Пригородные поезда курсируют только от станции Выборг, от Санкт-Петербурга прямых поездов нет. На станции также есть вторая дополнительная укороченная платформа, которая ныне не используется.

## История
Станция Tienhaara была открыта в 1899 году.  Путевое развитие станции в 1923 году составляло шесть путей. 
В Великую Отечественную войну два раза (в августе 1941 года и в сентябре 1944 года) получала сильные повреждения от бомбардировок и артобстрела. 

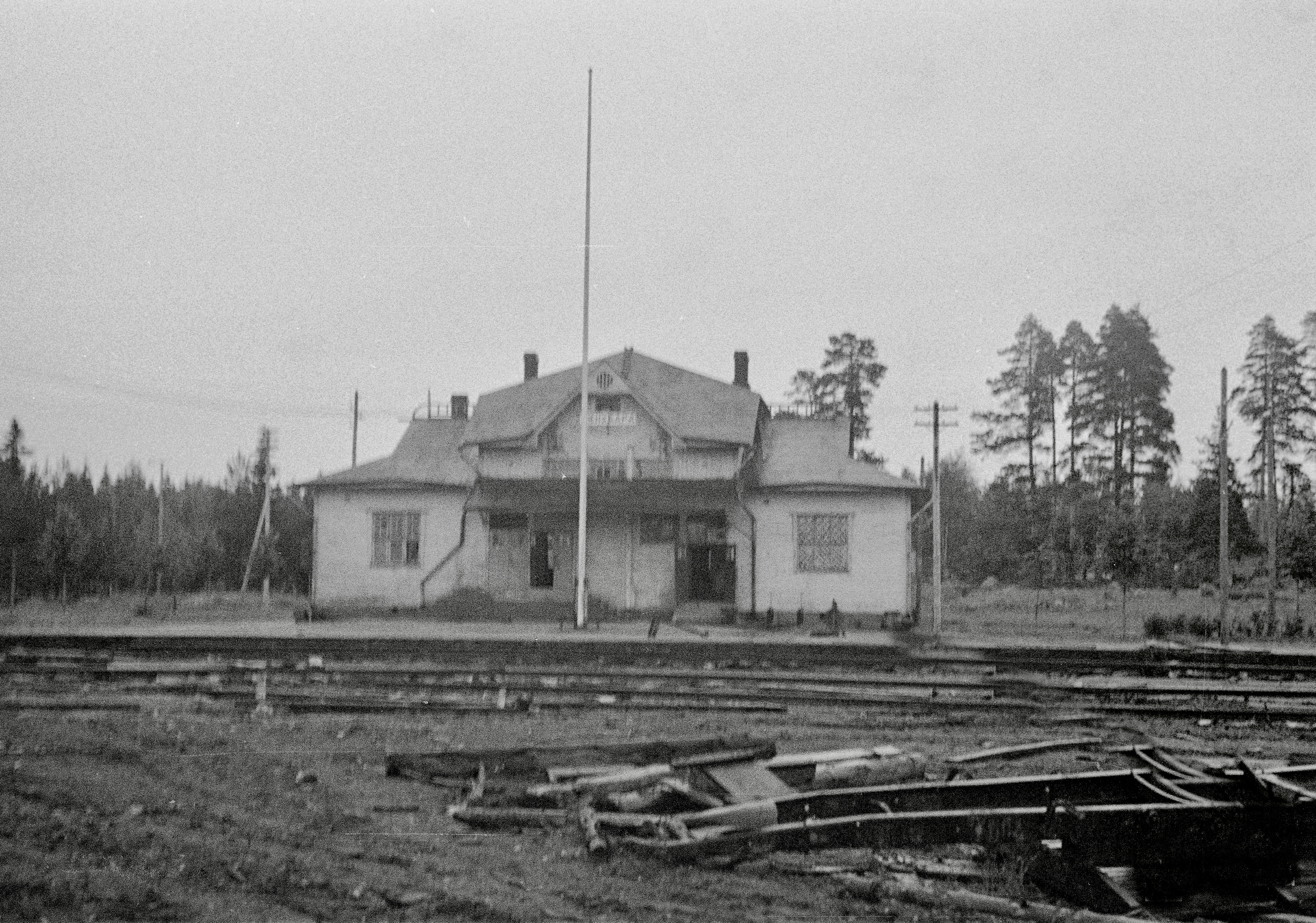
Повреждённый вокзал, 26.08.1941 г.

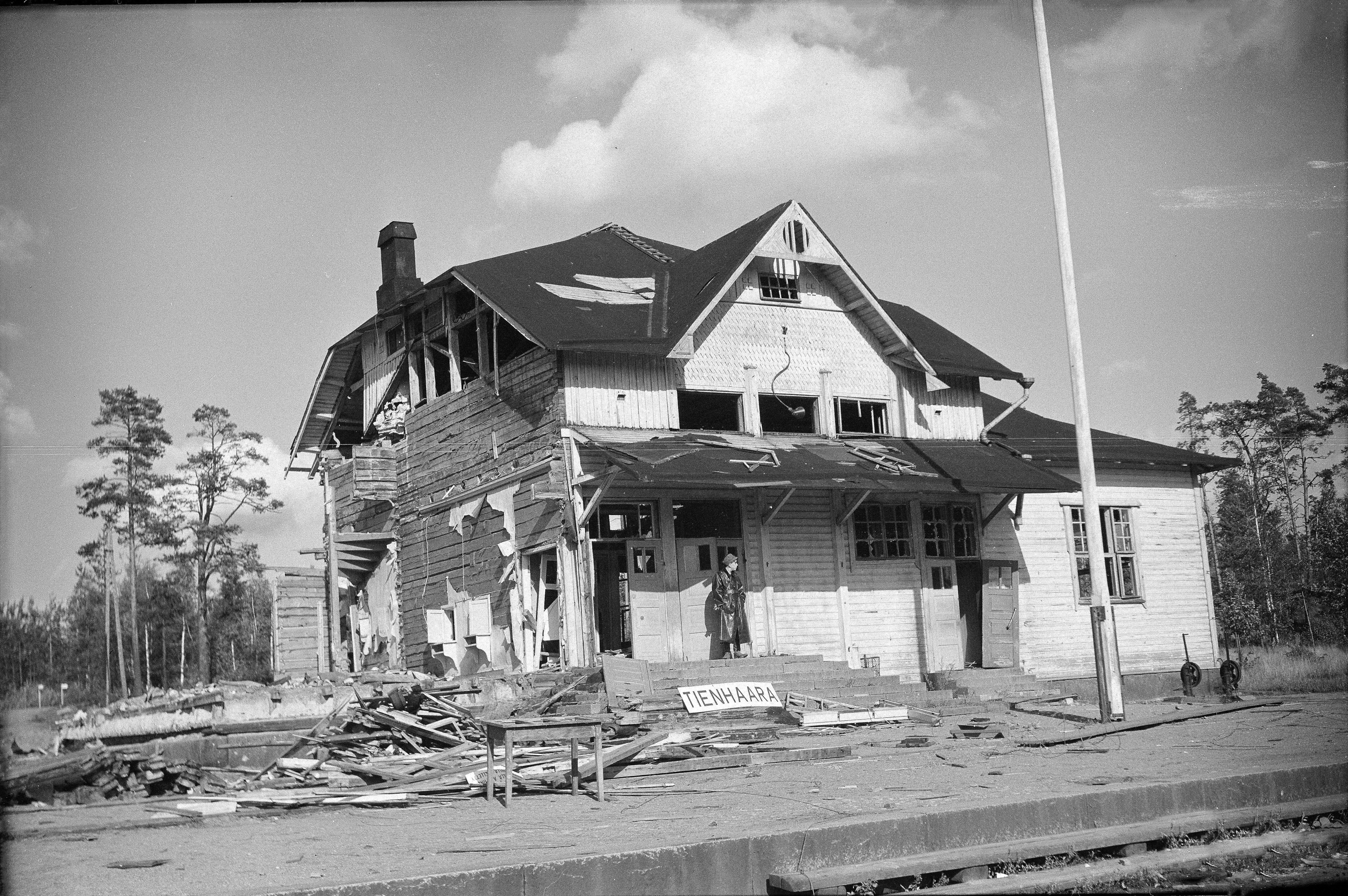
Разрушенный вокзал, 09.10.1944 г.